# 7 Pułk Ułanów (Cesarstwo Niemieckie)
7 Pułk Ułanów im. Wielkiego Księcia Badenii Fryderyka (Reński)  (niem. Ulanen-Regiment „Großherzog Friedrich von Baden“ (Rheinisches) Nr. 7)  – pułk kawalerii niemieckiej okresu Cesarstwa Niemieckiego.

## Charakterystyka
Pułk został sformowany 14 kwietnia 1734. Stacjonował w Saarbrücken . Wchodził w skład XXI Korpusu Armijnego .

 Wiosną 1914 był w strukturze 31 Brygady Kawalerii z 31 Dywizji Piechoty.
W wyniku mobilizacji, w sierpniu 1914 pułk osiągnął gotowość bojową i w składzie 31 Dywizji Piechoty z XXI Korpusu Armijnego został wysłany na front zachodni.

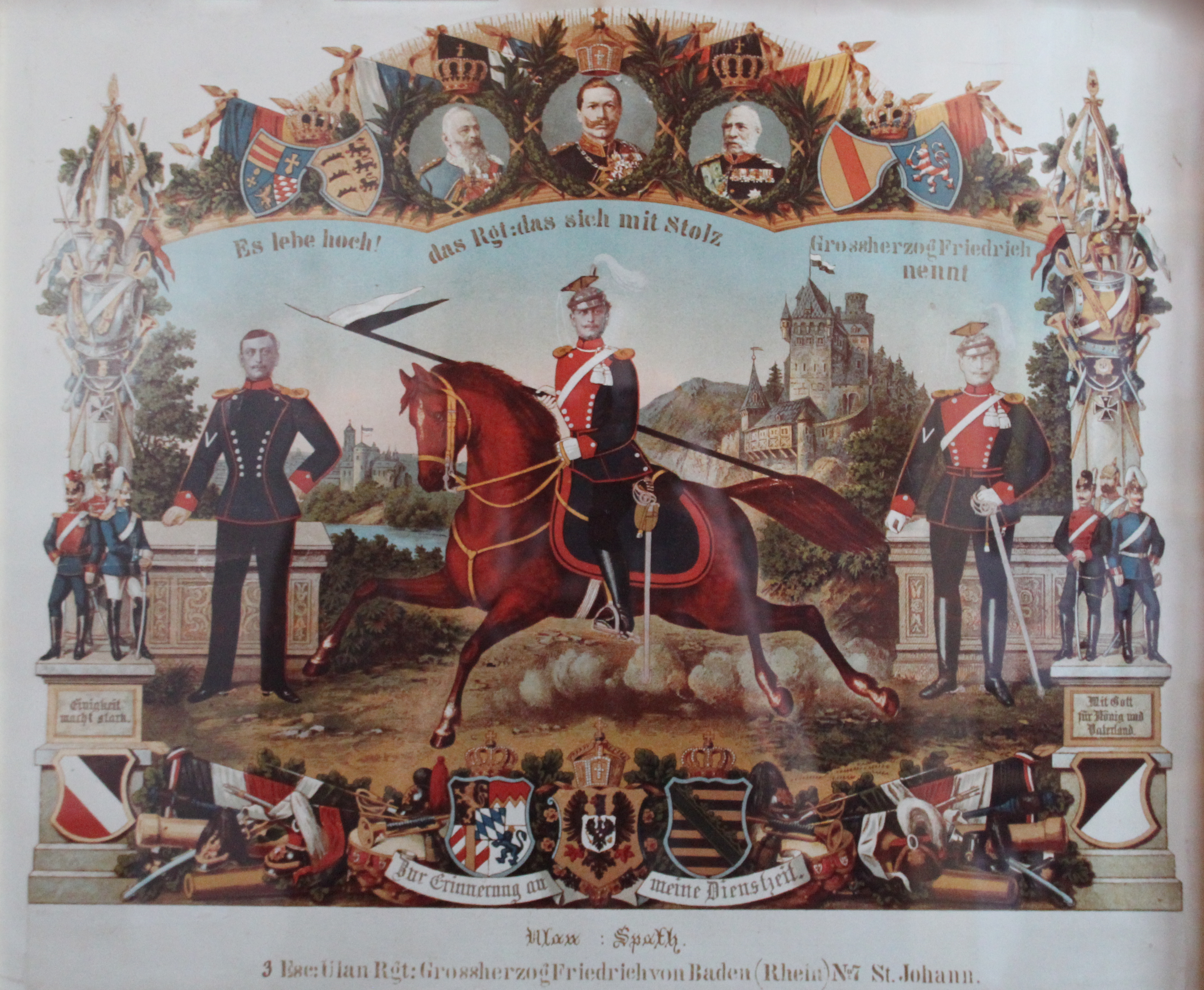